# Phlegopsis borbae
El hormiguero de Skutch u hormiguero de cara pálida (Phlegopsis borbae) es una especie de ave paseriforme de la familia Thamnophilidae perteneciente al género Phlegopsis. Es endémico del centro sur de la cuenca amazónica en Brasil.

## Distribución y hábitat
Se distribuye por el centro sur de la Amazonia brasileña desde la margen oriental del medio y bajo río Madeira (al sur hasta la margen este del río Roosevelt) hacia el este hasta la margen occidental del bajo y medio río Tapajós (al sur hasta la margen este del bajo río Aripuanã).
Habita en el sotobosque  del bosque húmedo amazónico, de terra firme, por debajo de los 150 m de altitud.

## Sistemática

### Descripción original
La especie P. borbae fue descrita por primera vez por el ornitólogo austríaco Carl Eduard Hellmayr en 1907 bajo el mismo nombre científico; localidad tipo «Borba, Amazonas, Brasil».

### Etimología
El nombre genérico femenino «Phlegopsis» deriva del griego «phlox, phlogos»: llama, y «opsis»: rostro, cara; significando «con la cara en llamas»; y el nombre de la especie «borbae», se refiere a su localidad tipo: Borba, en el río Madeira, Brasil.

### Taxonomía
Anteriormente fue colocada en un género monotípico Skutchia, como Skutchia borbae, con base en las significativas diferencias de plumaje, pero los estudios genéticos indicaron que es hermana de Phlegopsis nigromaculata y, por lo tanto, debía ser considerada dentro del género Phlegopsis, y así lo ha aprobado el Comité de Clasificación de Sudamérica (SACC) en la Propuesta N° 432 en 2010. Es monotípica.